# 王志 (萬曆進士)
王志（1553年—1617年），字汝學，號新盤，江西撫州東鄉縣人，軍籍，明朝政治人物。

## 生平
萬曆七年（1579年）舉己卯科江西鄉試六十名，萬曆十四年（1586年）丙戌科會試一百五十一名，登二甲第六十三名進士。通政司观政，历官工部屯田清吏司署郎中主事，二十一年六月升四川佥事，分巡川北道，丁父憂，二十五年三月起补福建佥事、分巡兴泉道兼管兵备事，二十七年轉本年粮储道右參議，入賀萬壽節，事竣，丁母憂歸。三十年起補四川松潘道兵备右参议，以建儲覃恩，進階朝議大夫。三十三年九月轉本省提学副使，轉廣東清軍道副使，具疏乞休，不报而歸。三十六年十一月起升云南右参政，疏辞，杜門里居。萬曆四十五年卒，享年六十五。

## 家族
曾祖王廷，曾任庠生；祖父王釗；父王文卿。母周氏。具庆下。
生三子：肇封、肇對、肇爵。一女嫁湯顯祖之子舉人湯開遠；一女嫁福建副使張廷相孫张曰襄。